# Nervilia apiculata
Nervilia apiculata är en orkidéart som beskrevs av Rudolf Schlechter. Nervilia apiculata ingår i släktet Nervilia och familjen orkidéer. Inga underarter finns listade i Catalogue of Life.